# Gymnomera castanipes
Gymnomera castanipes är en tvåvingeart som först beskrevs av Becker 1894.  Gymnomera castanipes ingår i släktet Gymnomera och familjen kolvflugor.
Artens utbredningsområde är Schweiz. Inga underarter finns listade i Catalogue of Life.